# Anastrepha grandicula
Anastrepha grandicula
 es una especie de insecto díptero que Allen L.Norrbom describió científicamente por primera vez en el año 1991.
Esta especie pertenece al género Anastrepha de la familia Tephritidae.